# Османи, Саадеддин
Саадедди́н Осма́ни (араб. سعد الدين العثماني‎; род. 16 января 1956, Инезган, Сус — Масса) — марокканский политический деятель. Премьер-министр Марокко с 17 марта 2017 по 7 октября 2021 года. Ранее являлся министром иностранных дел страны с 2012 по 2013 год.

## Биография
Родился в 1956 году в Инезгане, недалеко от Агадира, в регионе Сус. В 1986 году получил докторскую степень в области медицины в Университете Хасана II в Касабланке, а в 1994 году стал доктором наук в области психиатрии. Кроме того, имеет степень магистра по исламоведению. Написал множество книг по психологии и исламскому праву, а также работал главным редактором многих журналов и являлся автором публикаций. В 2004 году, после ухода Абделькрима Алхатиба из политики, Саадеддин Османи стал главой Партии справедливости и развития, а также являлся депутатом парламента Инезгана.
С 3 января 2012 года по 10 октября 2013 года был министром иностранных дел в правительстве, возглавляемом его Партией справедливости и развития. Затем, на посту министра иностранных дел его сменил Салахеддин Мезуар. Впоследствии Саадеддин Османи возглавил парламентскую группу Партии справедливости и развития.
17 марта 2017 года король Марокко Мухаммед VI назначил Саадеддина Османи премьер-министром. 25 марта 2017 года Саадеддин Османи объявил, что правительство, которое он возглавляет, будет включать в себя Партию справедливости и развития, Национальное собрание независимых, Народное движение, Конституционный союз, Партию прогресса и социализма и Социалистический союз народных сил. Кабинет правительства был сформирован 5 апреля 2017 года. Саадеддин Османи по своим убеждениям является франкофилом.
8 сентября 2021 года на парламентских выборах Партия справедливости и развития, которую возглавлял Саадеддин Осман, получила всего лишь 13 из 395 мест, потеряв почти 90 % мест, полученных в 2016 году. На следующий день Османи решил уйти с поста генерального секретаря Партии справедливости и развития. 10 сентября Азиз Аханнуш сменил его на посту премьер-министра.